# Millicent
Millicent  è un nome proprio di persona inglese femminile.

## Varianti
- Femminili: Melicent[1][2]
  - Ipocoristici: Millie[1]

### Varianti in altre lingue
- Francese: Mélisande[3], Melisende[3]
- Italiano: Melisenda

## Origine e diffusione
Si tratta di un derivato del nome germanico Amalasunta, composto da amal ("lavoro") e suind ("forza"). È giunto in Inghilterra tramite le forme normanne Melisent e Melisende, o forse per le connessioni provenzali della corte inglese, ed è stato occasionalmente confuso con il nome Melissa.
La forma francese Mélisande venne utilizzata da Maurice Maeterlinck nel suo Pelléas et Mélisande, da cui poi Claude Debussy trasse un'opera. 
Va notato che l'ipocoristico Millie è condiviso con il nome Camilla.

## Onomastico
L'onomastico può essere festeggiato il 1º novembre, festa di Ognissanti, non essendovi sante con questo nome che è quindi adespota.

## Persone

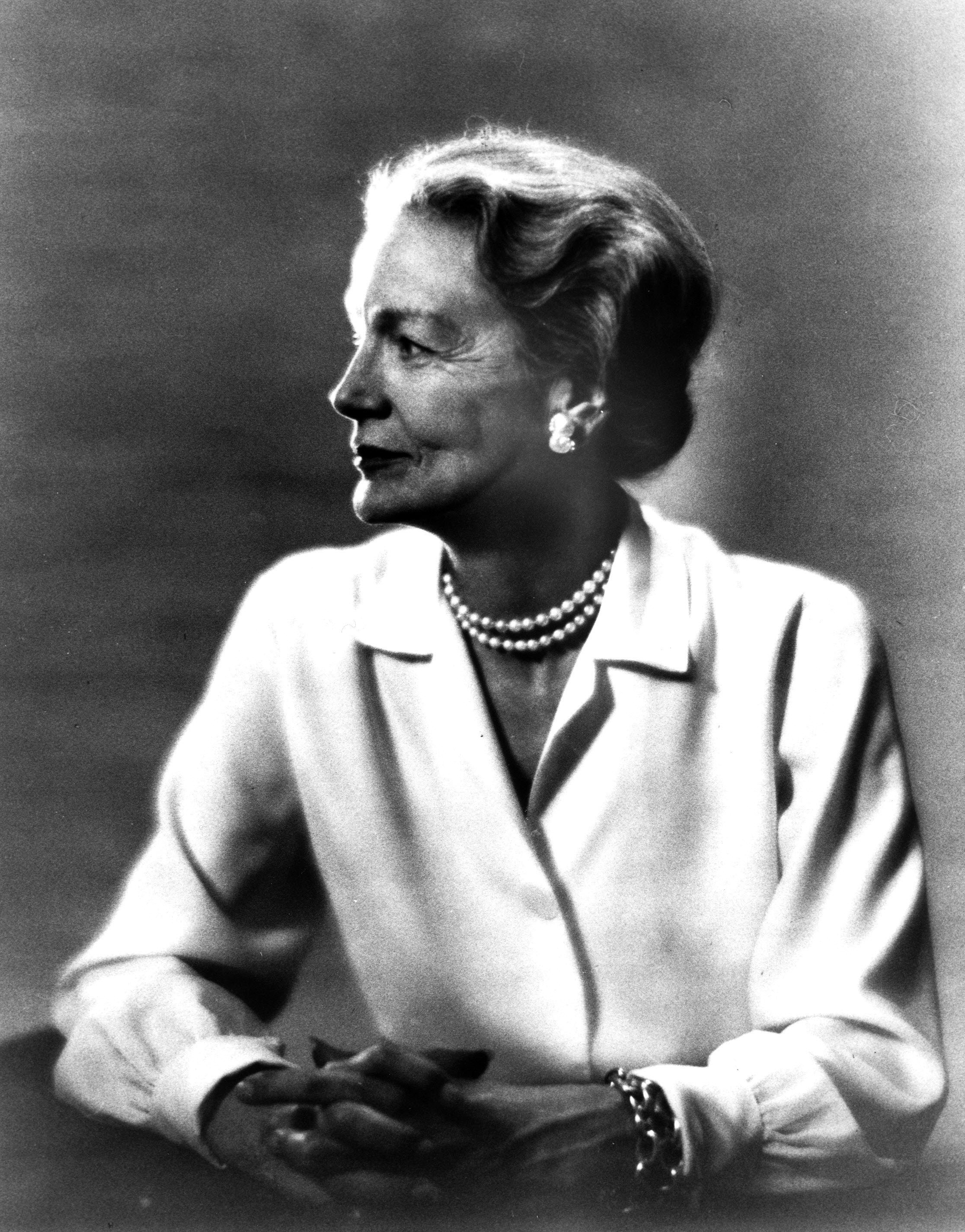
Millicent Fenwick

- Millicent Garrett Fawcett, scrittrice e attivista britannica
- Millicent Lilian Entwistle, attrice britannica
- Millicent Fenwick, politica, ambasciatore e giornalista statunitense
- Millicent Martin, attrice e cantante inglese
- Millicent Simmonds, attrice statunitense
- Millicent St Clair-Erskine, giornalista e drammaturga scozzese

### Varianti
- Melisenda di Gerusalemme, Regina di Gerusalemme

## Il nome nelle arti
- Millicent Kent è un personaggio del romanzo Infinite Jest di David Foster Wallace.
- Millicent è un personaggio del film del 2003 Peter Pan, diretto da P. J. Hogan.
- Milicent è un personaggio del romanzo di Johanna Lindsey Il primo bacio.
- Mélisande è un personaggio del dramma di Maurice Maeterlinck Pelléas et Mélisande, e delle opere da esso derivate.
- Melisande è un personaggio del libro Il signore dei lupi di Heather Graham.
- Millicent Carter è un personaggio della serie televisiva E.R. - Medici in prima linea.
- Millicent Huxtable è un personaggio della serie televisiva One Tree Hill.
- Millicent Larimore è un personaggio del telefilm Trilogia del terrore.
- Mélisande Shahrizai è un personaggio dei romanzi di Jacqueline Carey.
- Millicent Webfoot è un personaggio della serie di fumetti Disney Paperino Paperotto.
- Melisenda Mascetti è la figlia del conte Raffaello Mascetti nei film Amici miei e Amici miei - Atto IIº